# Cychrus

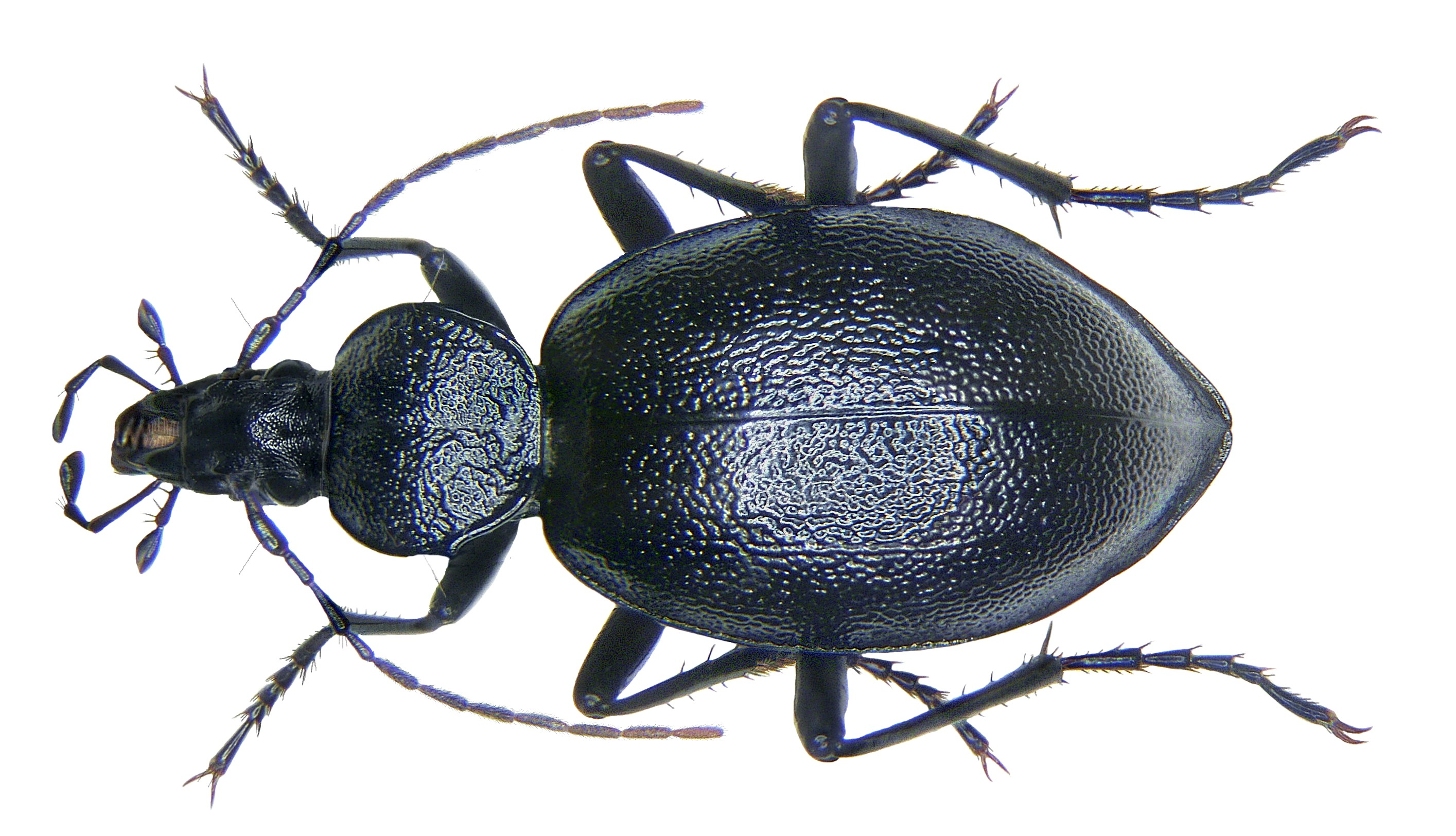
Stępień ślimaczarz

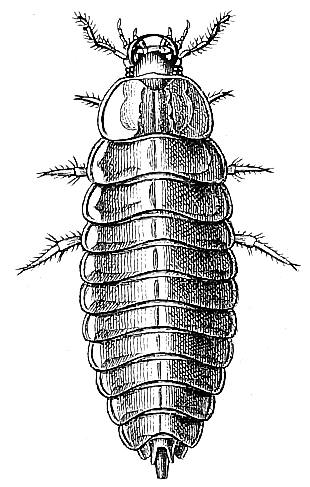
larwa stępnia ślimaczarza

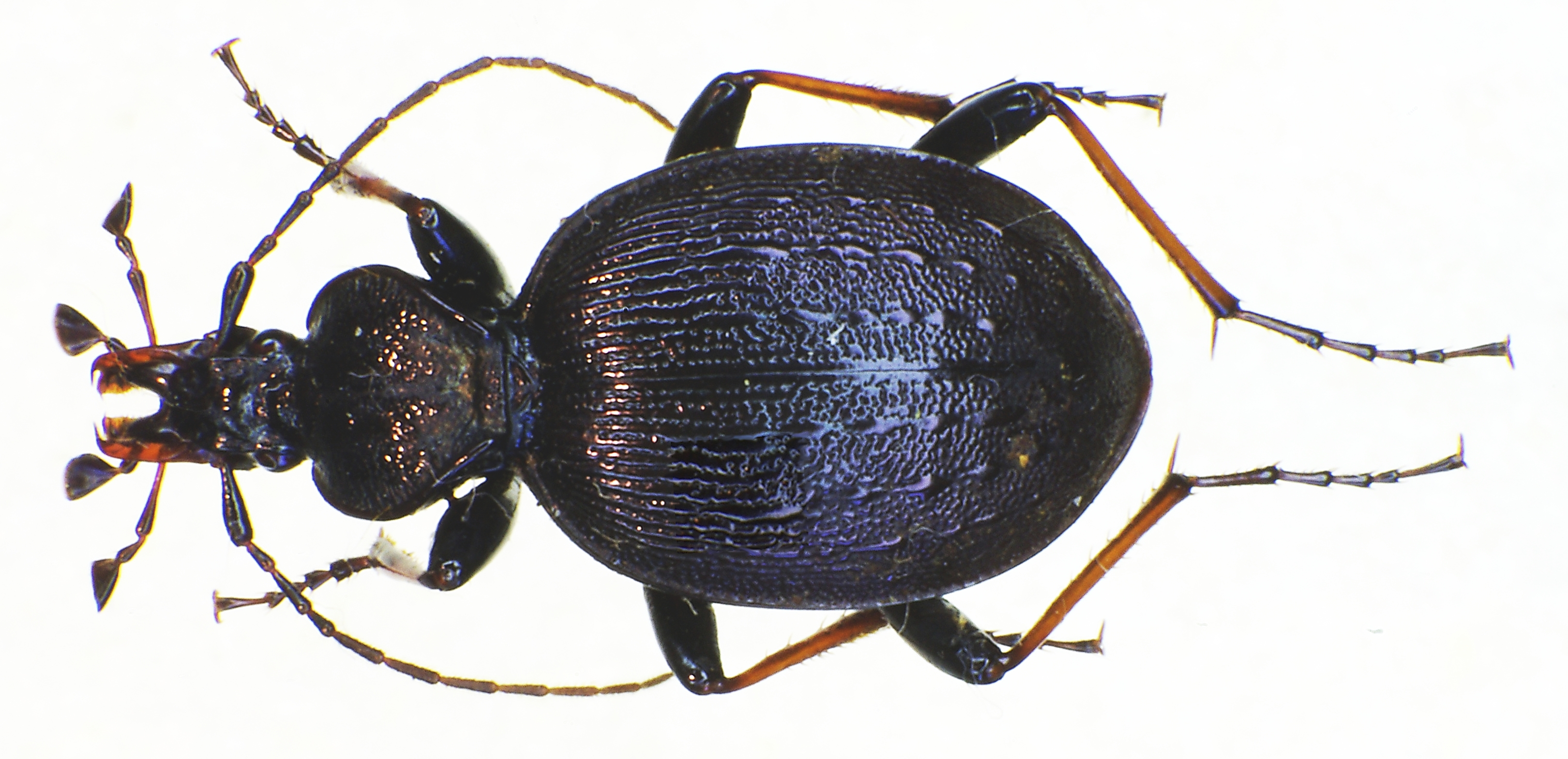
Cychrus attenuatus

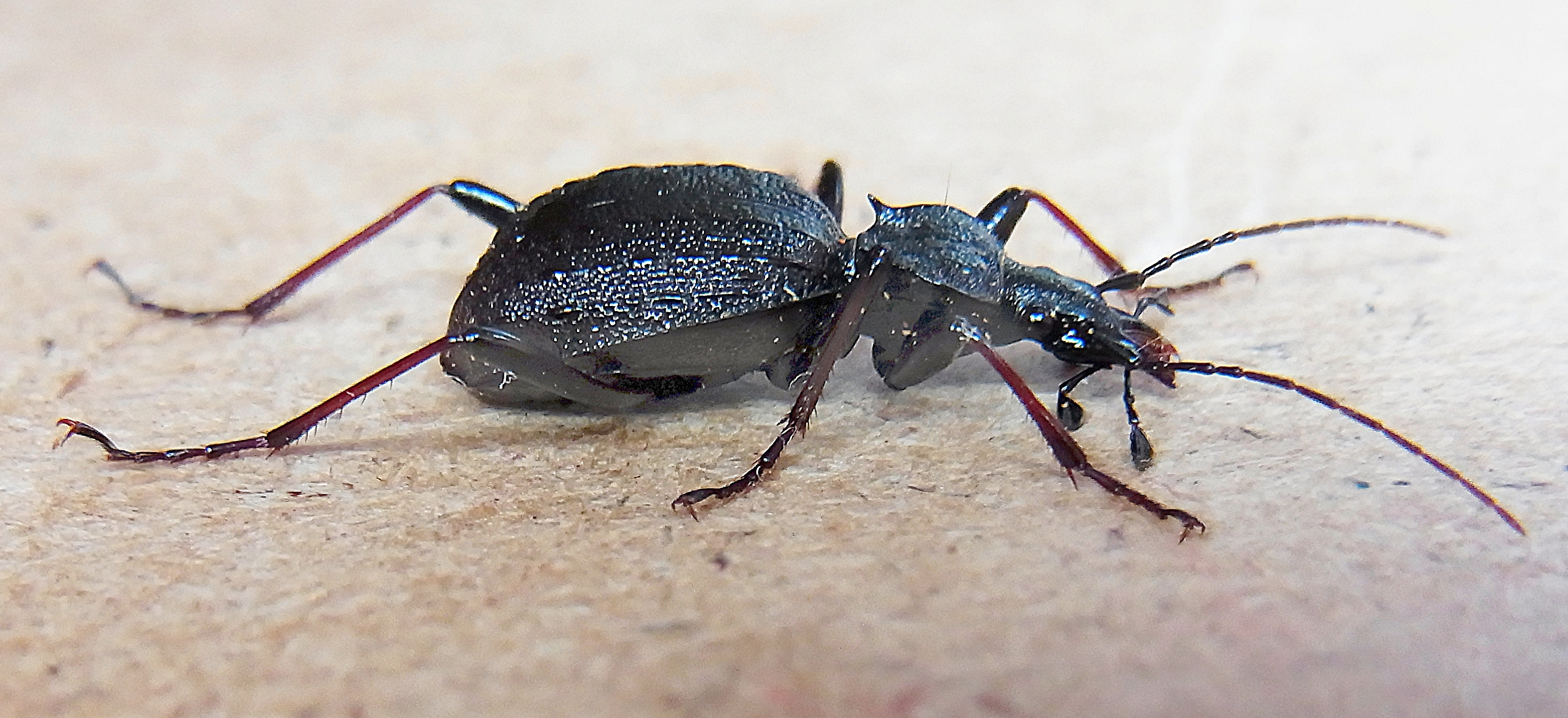
Cychrus spinicollis

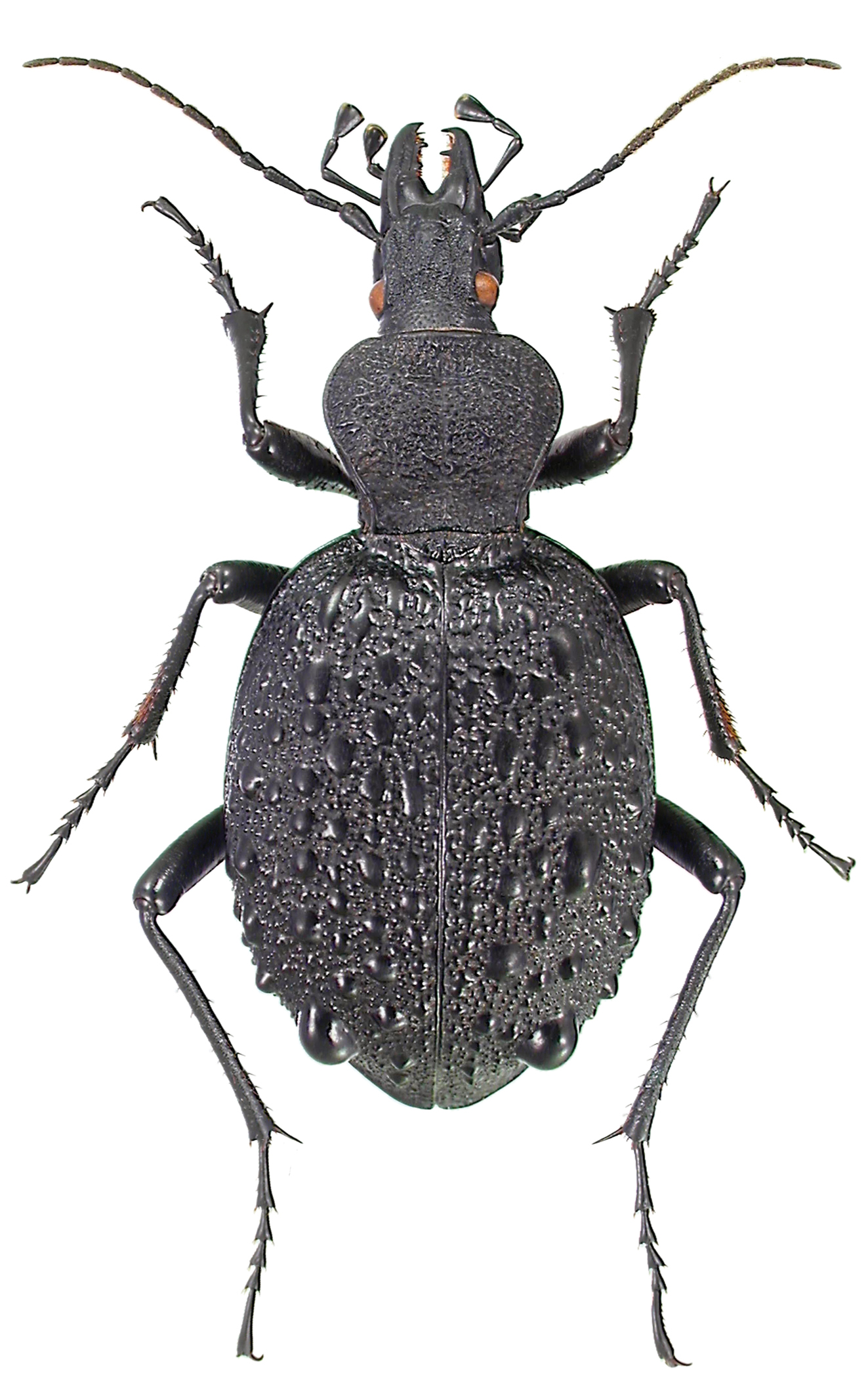
Cychrus tuberculatus

Cychrus – rodzaj chrząszczy z rodziny biegaczowatych, podrodziny Carabinae i pleminia Cychrini. W języku polskim chrząszcze z tego rodzaju określane są nazwą stępień.

## Taksonomia
Rodzaj opisał w 1794 roku Johan Christian Fabricius.

## Opis
Wśród europejskich Carabinae wyróżniają się tylnymi biodrami odseparowanymi od siebie. Głowa wydłużona i wąska, a przedplecze smukłe. Pokrywy rozszerzone. Czoło z jednym uszczecinionym punktem nadocznym. Wszystkie gatunki bezskrzydłe. Ciało larw szerokie i płaskie

## Biologia i ekologia
Zarówno larwy, jak i imagines są drapieżnikami wyspecjalizowanymi w polowaniu na ślimaki. Smukła i wydłużona przednia część ciała chrząszczy ułatwia im penetrację wnętrza muszli.
Biegaczowate te zamieszkują głównie tereny górzyste, najczęściej wilgotne lasy.

## Występowanie
Rodzaj palearktyczny. Do fauny europejskiej należy 13 gatunków. W Polsce występują dwa:
- C. attenuatus
- C. caraboides

## Systematyka
Do rodzaju tego zalicza się 129 gatunków:
- Cychrus aeneus Fisher-Waldheim, 1824
- Cychrus anatolicus Motschulsky, 1865
- Cychrus andrei Cavazzuti, 2001
- Cychrus angulicollis Sella, 1874
- Cychrus angustatus Hoppe et Hornschuch, 1825
- Cychrus angustior Kleinfeld, 2000
- Cychrus angustitarsalis Deuve, 1991
- Cychrus armeniacus Chaud, 1879
- Cychrus attenuatus Fabricius, 1792
- Cychrus auvrayorum Deuve et Mourzine, 1997
- Cychrus baxiensis Deuve, 1997
- Cychrus benesi Deuve, 1996
- Cychrus bisetosus Deuve, 1995
- Cychrus bispinosus Deuve, 1989
- Cychrus boulbeni Deuve, 1997
- Cychrus bruggei Deuve, 1991
- Cychrus busatoi Cavazzuti, 2009
- Cychrus businskyanus Imura, 2000
- Cychrus businskyorum Imura, 2000
- Cychrus caraboides (Linnaeus, 1758) – stępień ślimaczarz
- Cychrus cavazzutti Deuve, 2001
- Cychrus cerberus Cavazzuti, 2007
- Cychrus chareti Deuve, 1994
- Cychrus contractus Cavazzuti, 2007
- Cychrus cordicollis Chaudoir, 1835
- Cychrus cordithorax Deuve, 2007
- Cychrus culminalis Cavazzuti, 1997
- Cychrus cylindricollis Pini, 1871
- Cychrus dacatrai Deuve, 1992
- Cychrus daochengicus Deuve, 1989
- Cychrus davidis Fairmaire, 1886
- Cychrus deuveianus Cavazzuti, 1998
- Cychrus dolichognathus Deuve, 1990
- Cychrus dufouri Chaudoir, 1869
- Cychrus elongaticeps Deuve, 1992
- Cychrus elongatulus Deuve, 2001
- Cychrus evae Haeckel et Sehnal, 2007
- Cychrus fedotovi Cavazzuti, 2001
- Cychrus furumii Deuve, 1990
- Cychrus gorodinskii Cavazzuti, 2001
- Cychrus grajus K. Daniel et J. Daniel, 1898
- Cychrus grumulifer Deuve, 1993
- Cychrus haesitans Cavazzuti, 2007
- Cychrus hampei Gestro, 1875
- Cychrus hemphillii Horn, 1878
- Cychrus inexpectatior Deuve, 1991
- Cychrus inframontes Cavazzuti, 2007
- Cychrus italicus Bonelli, 1810
- Cychrus ivanrapuzzii Cavazzuti, 2007
- Cychrus janatai Deuve, 2001
- Cychrus jinchuanensis Deuve et Tian, 2007
- Cychrus jirouxi Deuve, 2006
- Cychrus kaiseri Deuve, 2001
- Cychrus kalabi Deuve, 1991
- Cychrus kaznakovi Semenov et Znoiko, 1934
- Cychrus keithi Deuve, 1998
- Cychrus koiwayai Deuve et Imura, 1993
- Cychrus koltzei Roeschke, 1907
- Cychrus korgei Breuning, 1964
- Cychrus korotyaevi Deuve, 1991
- Cychrus kozlovi Semenov et Znojko, 1934
- Cychrus kralianus Deuve, 1996
- Cychrus kryzhanovskii Deuve, 2000
- Cychrus kubani Deuve, 1992
- Cychrus kvetoslavae Deuve, 2006
- Cychrus lajinensis Deuve et Tian, 2002
- Cychrus lanpingensis Deuve, 1997
- Cychrus lecordieri Deuve, 1990
- Cychrus liei Kleinfeld, 2003
- Cychrus lilianae Cavazzuti, 1997
- Cychrus loccai Cavazzuti, 1997
- Cychrus luctifer Deuve, 1991
- Cychrus ludmilae Imura, 1999
- Cychrus luhuo Deuve, 1994
- Cychrus luojiensis Cavazzuti, 1998
- Cychrus maoxianicus Deuve et Mourzine, 2000
- Cychrus marcilhaci Deuve, 1992
- Cychrus minshanicola Deuve, 1987
- Cychrus miroslavi Deuve, 2006
- Cychrus moerkuaicus Deuve et Tian, 2007
- Cychrus morawitzi Gehin, 1863
- Cychrus morvani Deuve, 1998
- Cychrus mugecuo Deuve, 1994
- Cychrus muliensis Deuve, 1995
- Cychrus naviauxi Deuve et Mourzine, 1998
- Cychrus okamotoi Imura, Su et Osawa, 1998
- Cychrus ombrophilus Deuve, 1989
- Cychrus pangi Deuve et Tian, 2004
- Cychrus paraxiei Cavazzuti, 2009
- Cychrus pratti Breuning, 1946
- Cychrus procerus Cavazzuti, 1998
- Cychrus prosciai Cavazzuti, 2010
- Cychrus puetzi Kleinfeld, Korell et Wrase, 1996
- Cychrus quadrisetifer Imura, 1998
- Cychrus remondi Deuve, 1999
- Cychrus riwaensis Deuve, 2006
- Cychrus roeschkei Heller, 1923
- Cychrus rugicollis K. et J.Daniel, 1898
- Cychrus sars Imura et Haeckel, 2003
- Cychrus schmidti Chaudoir, 1837
- Cychrus schneideri Imura, 1997
- Cychrus sehnali Haeckel, 2007
- Cychrus sellemi Deuve, 2002
- Cychrus semelai Deuve, 1997
- Cychrus semigranosus Palliardi, 1825
- Cychrus seriatus Roeschke, 1907
- Cychrus shanxiensis Deuve, 2005
- Cychrus signatus Faldermann, 1835
- Cychrus sinicus Deuve, 1989
- Cychrus solus Cavazzuti, 1997
- Cychrus songpanensis Deuve, 1991
- Cychrus spinicollis L. Dufour, 1857
- Cychrus stoetzneri Roeschke, 1923
- Cychrus szetshuanus Breuning, 1931
- Cychrus tatzaopin Deuve, 1996
- † Cychrus testaceus Scudder, 1890
- Cychrus thibetanus Fairmaire, 1893
- Cychrus toledanoi Cavazzuti, 2008
- Cychrus tuberculatus Harris, 1839
- Cychrus turnai Deuve, 1994
- Cychrus uenoi Imura, 1995
- Cychrus wuyipeng Deuve, 1992
- Cychrus xiei Deuve, 1989
- Cychrus yadingensis Deuve, 2006
- Cychrus yi Cavazzuti, 2001
- Cychrus yulongxuicus Deuve, 1990
- Cychrus yunnanus Fairmaire, 1887
- Cychrus zhoui Imura, Su et Osawa, 1998
- Cychrus zoigeicus Deuve, 1990